# George Galloway

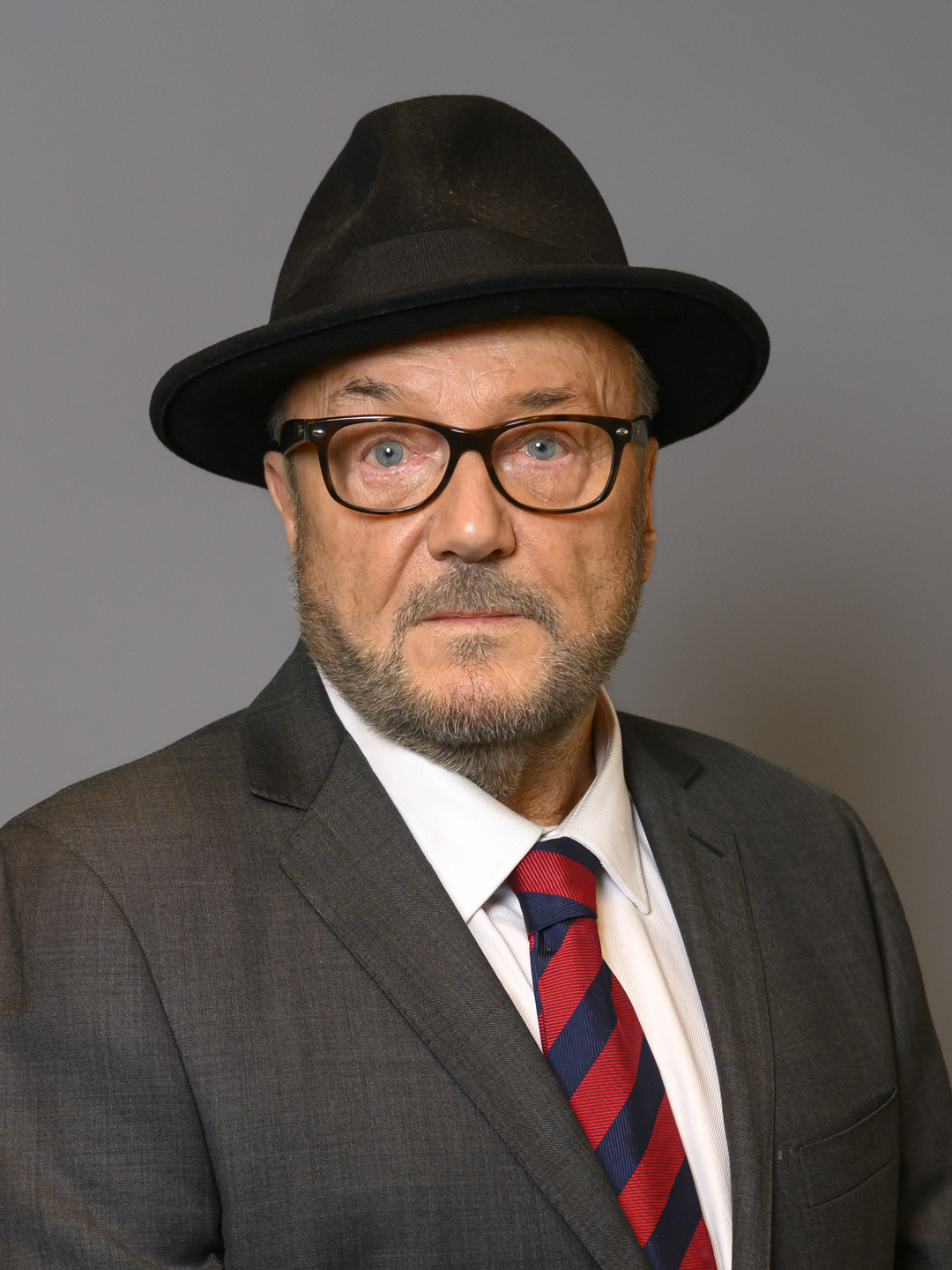
George Galloway, 2024

George Galloway (Dundee, 16 augustus 1954) is een Brits politicus en mediapersoonlijkheid. Hij is de leider en oprichter van de Workers Party of Britain. In 2024 was hij voor deze partij enkele maanden Lagerhuislid voor het kiesdistrict Rochdale. Eerder was hij parlementslid voor Labour (1987- 2003), en voor de Respect Party (2005-2010, 2012-2015).
Galloway was ook actief als tv-presentator, onder andere voor kanalen die gesteund werden door de overheden van Iran, Syrië en Rusland. Hij staat in het Verenigd Koninkrijk bekend om zijn controversiële standpunten en provocerende uitspraken.

## Politieke loopbaan

### Labour
Galloway werd in 1981 de jongste voorzitter ooit van Labour in Schotland.  Bij de algemene verkiezingen van 1987 werd hij verkozen tot parlementslid voor Glasgow Hillhead. Hij had een moeizame relatie met het plaatselijke partijbestuur en met de leiding van de Labourfractie in het Lagerhuis, en stemde regelmatig tegen de partijlijn. Galloway was tegen de Golfoorlog van 1991 en kritisch over de gevolgen van de sancties voor de bevolking van Irak. In januari 1994 kreeg hij zware kritiek toen hij een ontmoeting had met de Irakese leider Saddam Hoessein. In 2003 werd hij uit de Labour Party gezet, onder andere vanwege zijn kritiek op de Irakoorlog.

### Respect Party
In 2004 werd Galloway lid van de Respect Party, een coalitie van verschillende organisaties aan de linkerkant van het politieke spectrum. Hij zag Respect als een terugkeer naar de traditionele kernwaarden van de Labour Party. Bij de algemene verkiezingen van 2005 werd hij voor Respect verkozen tot parlementslid voor Bethnal Green & Bow. In 2010 werd hij niet herkozen. In 2012 keerde hij na een tussentijdse verkiezing terug in het Lagerhuis voor het district Bradford West. Hij was leider van Respect van 2013 tot de opheffing van de partij in 2016.

### Onafhankelijk kandidaat
Galloway verloor zijn zetel in het Lagerhuis bij de algemene verkiezingen van 2015. In 2016 was hij zonder succes kandidaat voor het burgemeesterschap van Londen. Bij de algemene verkiezingen van 2017 en 2019 was hij onafhankelijk kandidaat, maar werd niet verkozen. 

### Workers Party of Britain
In 2019 richtte Galloway de Workers Party of Britain op. Hij was in 2021 zonder succes voor die partij kandidaat bij tussentijdse verkiezingen in Batley & Spen. Bij tussentijdse verkiezingen in 2024 in Rochdale wist hij met 39,7 procent van de stemmen wel de zetel te veroveren. Daarbij werkte in zijn voordeel dat er bij deze verkiezingen geen officiële Labour kandidaat was; deze had kort voor de verkiezingen de steun van de partij verloren. Bij de Lagerhuisverkiezingen van 4 juli 2024 werd Galloway niet herkozen. 

## Politieke standpunten
Galloway staat bekend om zijn controversiële standpunten en provocerende uitspraken. Hij bevindt zich aan de linkerkant van het politieke spectrum maar ziet zichzelf als sociaal conservatief; hij is bijvoorbeeld een tegenstander van abortus.
Hij steunt de Palestijnen in het Israëlisch-Palestijnse conflict en erkent de staat Israël niet. In het conflict tussen India en Pakistan over Kasjmir steunt hij de opstand in het door India bestuurde deel van Kasjmir. Hij stelt het Westen verantwoordelijk voor de Russische invasie in Oekraïne. In het referendum over het Britse lidmaatschap van de Europese Unie (EU) in 2016 pleitte hij voor vertrek uit de EU.
Hij is tegen Schotse onafhankelijkheid. 

## Media
Galloway is actief  geweest als presentator van televisie- en radioprogramma’s.
Hij presenteerde tot 2012 programma’s voor Press TV, een in Londen gevestigd station dat werd aangestuurd door de regering van Iran.  Daarna werd hij presentator bij het televisiestation Al Mayadeen, dat naar verluidt ook banden had met Iran en met de regering Assad in Syrië. 
In november 2013 werd hij presentator voor RT-network, een door de Russische overheid gesteund station.

## Externe bronnen
- Website George Galloway
- Profiel George Galloway op website House of Commons